# P.U.T.E.S.
P.U.T.E.S. (W.H.O.R.E.!) est un roman policier de l’écrivain australien Carter Brown publié en 1971 aux États-Unis, puis, sous le titre W.H.O.R.E., sans exclamation,  en 1972 en Australie. 
Le roman est traduit en français en 1972 dans la Série noire. La traduction, prétendument "de l'américain", est signée Janine Hérisson. C'est une des nombreuses aventures du lieutenant Al Wheeler, bras droit du shérif Lavers dans la ville californienne fictive de Pine City ; la trente-quatrième traduite aux Éditions Gallimard. Le héros est aussi le narrateur.

## Résumé
À peine Al Wheeler a-t-il trouvé le corps d'une brune que Mickey et Donald le lui subtilisent, ainsi que la blonde bien vivante qui avait découvert le cadavre. Le propriétaire des lieux est aussi introuvable. Confronté au groupe Pour l'Union des Travailleuses Émancipées Sexuellement, le lieutenant, qui n'a pourtant rien contre les femmes libérées, éprouve quelques difficultés. Il doit aussi jouer les diplomates entre les ouvriers agricoles, qui veulent manifester, et les propriétaires, qui parlent de sortir les fusils. Sans compter une multiplication de masques de Mickey et Donald, bien pratiques quand on veut incognito assommer un policier ou abattre un dirigeant syndical.

## Personnages
- Al Wheeler, lieutenant enquêteur au bureau du shérif de Pine City.
- Le shérif Lavers.
- Annabelle Jackson, secrétaire du shérif.
- Doc Murphy, médecin légiste.
- Le sergent Stevens[5].
- Stephanie Channing, militante de P.U.T.E.S..
- Chuck Henry, commerçant en nouveautés.
- Marion Norton, sa secrétaire.
- Rona Henry, sœur de Chuck, militante de P.U.T.E.S..
- Alice Medina, militante de P.U.T.E.S..
- Lisa Frazer, militante de P.U.T.E.S..
- Juan Hernandez, leader du syndicat des ramasseurs de fruits de Sunrise Valley.
- Herb Lowry, président de l'association des producteurs de Sunrise Valley.
- Dex et Charlie, ses gorilles.
- Pete Mendoza, briseur de grève professionnel, embauché par l'association des producteurs.
- Lafe et Tony, ses gorilles.
- Irma, voisine de Chuck Henry.
- Angela Toomis, promeneuse providentielle.

## Édition
- Série noire no 1498, 1972,  (ISBN 207048498X). Réédition : Sous le titre : Ah... les garces !, Carré noir no 228 (1976),  (ISBN 2070432289).